# Hospital Enrique Deformes
El Hospital Enrique Deformes (originalmente llamado Hospital San Agustín) fue un centro de salud que funcionó entre los años 1894 y 1985, en la ciudad de Valparaíso, Región de Valparaíso, Chile.

## Historia
Entre 1883 y 1884, la filántropa Juana Ross compra y dona a la Junta de Beneficencia de Valparaíso los terrenos ubicados en las calles Tivolá (actual Rawson) y el Estero de las Delicias (actual Avenida Argentina) para la construcción de un hospital.
En 1891, aunque no había finalizado la construcción del edificio, se utilizó para atender a cerca de mil heridos durante las batallas de Concón y Placilla de la guerra civil de ese año.
El 9 de abril de 1894 se inauguró el Hospital San Agustín, destinado principalmente a la atención materno-infantil en el Puerto de Valparaíso. Su primera atención en maternidad fue a la "mujer de pueblo" María Pérez Espinoza de 36 años, que venia con dolores de parto.
El doctor Enrique Deformes Villegas (1866-1920) fue su administrador por 30 años, y falleció precisamente en este recinto, después de ser operado de urgencia en mayo de 1920. En reconocimiento a su labor, la Junta de Beneficencia cambia el nombre de este recinto a Hospital Enrique Deformes, el 15 de noviembre de 1939.
El 3 de marzo de 1985 ocurre un terremoto que afecta la antigua construcción, dejando inutilizables varias dependencias. Finalmente el hospital se cerró a mediados de 1987.
Los terrenos en donde permaneció el Hospital Enrique Deformes, desde 1990 albergan la sede del Congreso Nacional de Chile, el cual inició su construcción en 1988.